# Ministerstvo náprav státu Washington
Ministerstvo náprav státu Washington je částí vlády amerického státu Washington, jenž má na starosti správu nápravných programů pro dospělé zločince zřizovaných státem. Patří mezi ně i všechna nápravná zařízení, vězení a programy pro sledované zločince. Sídlo ministerstva se nachází ve městě Tumwater.

## Historie
Ministerstvo bylo vytvořeno v květnu 1981, kdy byla na něj převedena správa nápravných programů pro dospělé zločince od Ministerstva sociálních a zdravotnických služeb, jež ji mělo na starosti do roku 1955.

## Organizační struktura
Ministerstvo se dělí na šest oddělení, z nichž každé má svého náměstka. Sám ministr náprav je jmenován guvernérem státu a schválen státním senátem.

## Zařízení

### Vězení
Ministerstvo momentálně provozuje 12 vězení, z čehož deset jich je pro muže a dvě pro ženy. V těchto vězeních se nachází okolo 16 tisíc zločinců. Největšími vězeními s maximální úrovní dozoru jsou Washington State Penitentiary a Nápravný komplex Monroe.

### Work release
Dále se pod jurisdikcí ministerstva nachází 15 zařízení work release, odkud mohou zločinci odcházet za prací, ale jsou neustále sledováni. Všechna tato zařízení až na jedno jsou provozována prostřednictvím soukromých firem. Na každém místě se ale nachází zaměstnanci ministerstva, aby pomáhali s dozorem, sledováním a správou případů. Tento model vězení je zařízen tak, aby po propuštění zločinec měl zaměstnání a stálý příjem.

## Úmrtí mezi zaměstnanci
Podle webové stránky „Officer Down“ věnované padlým ochráncům zákona zemřelo při práci pro ministerstvo od jeho počátku šest zaměstnanců.

## Trest smrti
Hlavní článek: Trest smrti ve státu Washington
Podle zákona se tresty smrti na půdě státu Washington mohou vykonávat pouze ve věznici Washington State Penitentiary. Samotný proces pak má na starost ředitel věznice.
Ve státě jsou prováděny tresty smrti dvěma metodami, a to aplikováním smrtelné injekce a oběšením. Preferována je vždy injekce, pokud si sám odsouzený zločinec nevybere popravu oběšením.
V době deseti dnů po ukončení soudu se zločincem, který skončil verdiktem trestu smrti, musí být odsouzený zločinec převezen do Washington State Penitentiary, kde zůstává izolaci do té doby, než je vystaven rozkaz k popravě s určením jejího data. Co se týče odsouzených žen, ty jsou nejprve ubytovány ve Státním nápravním centru pro ženy a nejdéle 72 hodin před popravou přemístěny do Washington State Penitentiary.
Od roku 1904 bylo ve státě Washington popraveno 78 zločinců, ten poslední v roce 2010.